# Грин, Джеймс
Джеймс Малком Грин (англ. James Malcolm Green; род. 19 декабря 1992 года в городе Уиллингборо, Нью-Джерси, США) — американский борец вольного стиля, выступающий в весовой категории до 70 кг. Серебряный призёр чемпионата мира по борьбе 2017 года в Париже, бронзовый призёр чемпионата мира 2015 года. Двукратный победитель Панамериканского чемпионата 2017 и 2018 годов. В апреле 2022 года завершил спортивную карьеру и был назначен тренером национальной сборной США. 